# Carl Axel Hollgren
Carl Axel Hollgren, född den 29 mars 1846 i Nyköping, död den 6 juni 1911, var en svensk skogsman.
Hollgren utexaminerades från Skogsinstitutet 1866, tjänstgjorde i Skogsstyrelsen och Domänstyrelsen, blev tillförordnad jägmästare i Östkinds revir i Östergötland 1885, och var jägmästare i Hallands revir 1891-1907, där han organiserade omfattande skogsodlingar. Hollgren, som var en kraftfull och kunnig skogsman och mycket intresserad av jakt, jaktvård och djurskydd, utgav talrika uppsatser i hithörande frågor samt även större arbeten, bland annat Fåglarnes språk (1884).